# IDOL (アルバム)
『IDOL』（アイドル）は、 ジャム・ロック・バンド、SPECIAL OTHERSの4枚目のミニ・アルバム。2006年6月7日に SPEEDSTAR RECORDSからリリースされた。規格品番：VICL-61937。

## 収録曲
4以外　全作詞・作曲：SPECIAL OTHERS
1. IDOL
2. Aului
3. Saudade
4. Mambo No.5
  - 作曲：Perez Prado
  - ペレス・プラードの代表曲のカバー
5. Quinto

## 参加ミュージシャン
- 又吉優也:ベース
- 宮原良太:ドラム、ボーカル
- 柳下武史:ギター、ボーカル
- 芹澤優真:オルガン、ピアノ、クラビネット、ピアニカ、ボーカル